# Датирование
Датирование — определение возраста того или иного события в единицах времени. 
Раздел геологии, изучающий методы датирования, называется Геохронологией. Раздел археологии, использующий методы датирования, называется Археометрией. Существует две системы датирования объектов: абсолютная и относительная хронологии. Абсолютная хронология определяет календарную позицию события на шкале времени путём определения возраста физическими методами, а относительная хронология определяет возраст события во времени путём сопоставления с другим событием, возраст которого уже определён.

## Методы датирования
К относительным методам датирования относят стратиграфические и типологические методы, а к абсолютным — радиометрические методы (радиоуглеродный, калий-аргоновый, аргон-аргоновый, метод урановых серий и другие), а также сидерические (дендрохронология, вармометрия и пр.). 
Некоторые исследователи приводят классификацию методов датирования в археологии:
| Общая методика датирования             | Общая методика датирования             | Общая методика датирования                     | Общая методика датирования                     | Общая методика датирования                 | Общая методика датирования                |
| Методика относительного датирования    | Методика относительного датирования    | Методика относительного датирования            | Методика абсолютного датирования               | Методика абсолютного датирования           | Методика абсолютного датирования          |
| -------------------------------------- | -------------------------------------- | ---------------------------------------------- | ---------------------------------------------- | ------------------------------------------ | ----------------------------------------- |
| Историко-культурные методы датирования | Историко-культурные методы датирования | Методика стратиграфических методов датирования | Методика стратиграфических методов датирования | Методика естественных методов датирования  | Методика естественных методов датирования |
| Методика типологического датирования   | Методика календарного датирования      | Методика стратиграфического датирования        | Методика датирования на основе ленточных глин  | Методика биологических методов датирования | Физико-химические методы датирования      |

## Методы относительного датирования

### Археологические методы датирования
Историко-культурные методы датирования опираются на особенности артефактов или иных предметов материальной культуры. Эти методы наиболее часто используются исследователями.
Методика типологического датирования. Типологическое датирование предполагает определение даты исследуемого комплекса (памятника, слоя и др.) на основе наличия в его составе предметов с уже установленным возрастом. Имея такие типологические ряды, можно даже установить минимальный интервал наложения дат использования артефактов друг на друга. Но следует учитывать, что этот метод не отличается высокой точностью, поскольку сильно зависит от привычек обитателей памятника (например, они могли хранить вещи дольше их обычного срока службы).
Методика календарного датирования. Сущность этого метода состоит в обнаружении надписей с датами — как правило, на монетах или постройках. При помощи календарного метода в некоторых случаях можно с достаточной точностью установить и абсолютную дату события. Получение результатов по этому методу осложняется тем, что в различных культурах существуют разные календари и некоторые из них не синхронизированы с современными.
Методика определения возраста сопоставлением с астрономическими явлениями  — это способ определения возраста событий или артефактов, которые связаны с астрономическими явлениями. Письменные записи исторических событий, которые включают описания астрономических явлений сильно помогали в деле уточнения хронологии Древнего Ближнего Востока; произведений искусства, которые изображают конфигурацию звезд и планет, а также зданий, которые ориентированы на восход и заход небесных тел в определённое время — все это возможно сделать с помощью астрономических вычислений.

### Стратиграфические методы датирования
Стратиграфический метод датирования. Стратиграфия представляет собой взаимное расположение слоёв горных пород относительно друг друга и перекрывающих их природных отложений.
В основе стратиграфического метода в археологии лежат четыре основных принципа:
1. Принцип terminus post quem (лат. «время, после которого») гласит, что любой культурный слой сложился после того, как был изготовлен самый поздний из содержащихся в нем предметов.
2. Принцип ассоциации (или закон Ворсо) гласит, что дата образования закрытого (то есть сформировавшегося достаточно быстро — например, могилы) комплекса приблизительно совпадает со временем использования предметов, находящихся в этом комплексе.
3. Принцип перекрывающих напластований (закон Стено) гласит, что каждый слой отложений старше того, который лежит непосредственно над ним.
4. Принцип прорезания гласит, что каждое скопление, впущенное в другое, является более поздним. Например, если могила или другая яма прорезает слой глины, то она была сооружена позже, чем сформировался этот глинистый слой.

Эти четыре принципа позволяют разобраться в любой стратиграфической ситуации и достаточно уверенно выстроить слои и предметы из них на временной шкале.

## Методы абсолютного датирования

### Сидерические
Методика датирования на основе ленточных глин основана на годовом цикле отложений частиц в озерах некоторых регионов с холодным климатом. Эти отложения называются ленточными глинами и, как и годичные кольца деревьев позволяют создать шкалу по годам.

### Биологические методы датирования
Включают в себя датирование путём анализа состава живых организмов, а также дендрохронологического метода.
Первый блок методов основывается на эволюции, изменении и вымирании живых организмов, что позволяет приблизительно установить время формирования слоя.
Дендрохронология основана на особенности роста деревьев, из-за которой каждый год толщина ствола дерева увеличивается на одно годичное кольцо. Годичные кольца отличаются друг от друга в зависимости от климатических особенностей года, что позволяет создать шкалу для различных регионов.

### Физико-химические методы датирования
Радиометрическое датирование — это метод определения возраста различных объектов, в составе которых есть какой-либо радиоактивный изотоп. Основан на определении того, какая доля этого изотопа успела распасться за время существования образца. По этой величине, зная период полураспада данного изотопа, можно рассчитать возраст образца.
Самый известный пример этого метода — радиоуглеродное датирование, проводящееся по изотопу углерода-14. Этот метод применяется к остаткам некогда живой материи, возраст которой определяется путём замера концентрации данного изотопа в материи. На основании этих данных можно установить, сколько времени прошло с момента гибели организма
Другие методы радиометрического датирования используют аналогичные принципы, но применимые для других материалов и временных интервалов. Так, калиево-аргоновый метод позволяет датировать вулканические отложения возрастом от 100 тыс. до 5 млн лет, радиометрия урана дает возможность определить время образования отложений карбоната кальция в период от 50 000 до 500 000 лет тому назад; метод датирования по цепной ядерной реакции радиоактивного распада позволяет установить возраст горных пород в интервале от 300 000 до 3 млрд лет.
Люминесцентное датирование. Этот метод использует измерение энергии, излученной минеральным образцом в результате засвечивания.
Этот метод применим не только для определения возраста вулканических пород, но и для объектов, изготовленных человеком и подвергнутых нагреву (например, изделия из обожженной глины)
Метод электронного парамагнитного резонанса предполагает подсчёт электронов без нагревания образца, что позволяет избежать его разрушения. Этот метод позволяет датировать материалы в диапазоне от десятков тысяч до миллионов лет.
Метод датирования по остаточной намагниченности, также палеомагнитное датирование — метод, основанный на измерении магнитного поля, возникшего в предмете исследования в прошлом и установление его возраста путём изучения изменения магнитного поля Земли с течением времени. В археологии наиболее пригодные для применения этого метода образцы — это очажные отложения глины или железосодержащих пород, которые при нагревании до 700°C сохраняют то магнитное поле, в условиях которого они подверглись нагреванию.
Датирование по рацемизации аминокислот — применяется для определения возраста органических веществ путём замера скорости рацемизации (перехода из L-формы в D-форму) аминокислоты, которая является стабильной и известной, хотя и может зависеть от температуры.
Накопление фтора и урана. Этот метод основан на постепенном накоплении фтора и урана в костях животных. Он не может быть использован для установления возраста, но необходима проверка возраста предметов (например, для исключения фальсификаций).
Датирование по патине. Этот метод основан на том, что на многих материалах во время нахождения в земле образуется наружный слой, отличающийся от них по химическим и физическим свойствам. Если известны условия образования патины для конкретного материала в конкретной местности, то по толщине образовавшегося слоя можно определить возраст образца
Датирование по катионному показателю применяется при изучении памятников наскального искусства и основано на измерении в патине, образующейся на скалах, концентрации оксидов титана (практически постоянная величина), а также кальция и калия (уменьшается с течением времени). На основании полученной пропорции можно вычислить возраст объекта, учитывая региональные особенности упомянутых процессов.